# Brachinus macrocerus
Brachinus (Brachynolomus) macrocerus – gatunek chrząszcza z rodziny biegaczowatych, podrodziny Brachininae i plemienia Brachinini.
Gatunek ten opisany został w 1876 roku przez Maximiliena Chaudoira.
Występuje w Mongolii i rosyjskim Kraju Nadmorskim. W Mongolii jest jedynym przedstawicielem rodzaju i jedynym z dwóch przedstawicieli podrodziny.